# Tropaeum Alpium
Tropaeum Alpium lub Tropaeum Augusti – monumentalny rzymski pomnik znajdujący się w miejscowości La Turbie w departamencie Alpy Nadmorskie na południu Francji, upamiętniający ujarzmienie przez cesarza Augusta plemion alpejskich. Od 1865 roku posiada status monument historique, w kategorii classé (zabytek o znaczeniu krajowym).
Wzniesiony w 7/6 roku p.n.e. pomnik znajduje się na szczycie wysokiego na 486 m wzgórza, górującego nad dzisiejszym Monte Carlo. Ma 49,67 m wysokości i 33,11 m w obwodzie. Wzniesiono go w kształcie umieszczonego na kwadratowej podstawie monopteru. Budowla pierwotnie liczyła 24 kolumny w porządku toskańskim, zwieńczone tryglifowym fryzem. Na samym szczycie, na stożkowatym postumencie, umieszczony był posąg Augusta. Na cokole pomnika wyryto inskrypcję wyliczającą podbite plemiona alpejskie. Napis zachował się do czasów współczesnych jedynie we fragmentach, jego pełny tekst jest jednak znany dzięki Pliniuszowi Starszemu, który przytoczył go w swojej Historii naturalnej (3,136-7).
W średniowieczu pomnik przebudowano, adaptując go na fortecę. W 1705 roku z rozkazu króla Ludwika XIV budowlę rozebrano, a pozyskany w ten sposób budulec użyto do wzniesienia pobliskiego kościoła św. Michała. Obecny wygląd zabytku jest efektem przeprowadzonych w latach 1905–1933 prac rekonstrukcyjnych.